# Yoann Conte
Pour les articles homonymes, voir Conte (homonymie).
 (février 2022).
Si vous disposez d'ouvrages ou d'articles de référence ou si vous connaissez des sites web de qualité traitant du thème abordé ici, merci de compléter l'article en donnant les références utiles à sa vérifiabilité et en les liant à la section « Notes et références ».
Yoann Conte, né le 15 septembre 1974 à Brest, est un chef cuisinier français, doublement étoilé au Guide Michelin, élu cuisinier de l'année 2024 au Gault&Millau.
Il dirige l’établissement depuis 2010 la maison bleue, hôtel 5 étoiles relais & châteaux, et le restaurant gastronomique 2 étoiles la table de Yoann Conte

## Biographie
En 2011, le guide Michelin lui attribue une première étoile. En 2013, il obtient deux étoiles. En décembre 2021, il obtient 5 toques au Gault et Millau avec une note de 19/20.
Il promeut une cuisine à partir de produits locaux et se réclame du locavorisme,,.
En 2024, il coanime avec Norbert Tarayre, l'émission La Meilleure cuisine régionale, c'est chez moi ! sur M6.

## Distinctions
- 2011: première étoile au Guide Michelin pour le restaurant Yoann Conte.
- 2011: 3 toques au Gault et Millau  pour le restaurant  Yoann Conte.
- 2013 : 4 toques au Gault et Millau pour le restaurant Yoann Conte.
- 2013: deuxième étoile au Guide Michelin pour le restaurant Yoann Conte.
- 2020: l’étoile verte au Guide Michelin, elle récompense une gastronomie durable et responsable.
- 2021: 5 toques au Gault et Millau avec une note de 19/20 pour le restaurant La Table de Yoann Conte.
- 2021: 2 toques au Gault et Millau avec une note de 14.5/20 pour le restaurant Le Roc.